# Єловиця (Гореня вас-Поляне)
Єловиця (словен. Jelovica) — поселення в общині Гореня вас-Поляне, Горенський регіон, Словенія. Висота над рівнем моря: 880,9 м.